# Madres egoístas (telenovela de 1963)
Madres egoístas fue una telenovela mexicana producida por Valentín Pimstein en 1963. Estuvo protagonizada por Blanca Sánchez, Fanny Schiller y Carlos Navarro, escrita por Mimí Bechelani, la autora de melodramas como Teresa, Más allá de la angustia, Historia de un cobarde y El profesor Valdez.

## Historia
Una madre pierde a su hija gracias a una mala mujer, quien se la roba para hacerle daño y la abandona a las puertas de un Orfanato. Años después esa niña crece y, junto con una amiga, comienza una aventura tratando de encontrar a su madre, para vengarse de ella por haberla abandonado.

## Elenco
- Blanca Sánchez
- Carlos Navarro
- Fanny Schiller
- Irma Lozano
- Rubén Rojo
- María Idalia
- Emma Roldán
- Patricia Morán
- Miguel Gomez Checa
- Armando Gutiérrez
- Luis Aragón
- Augusto Benedico
- José Galvéz
- Héctor Suárez

## Versiones
- Televisa realizó una versión en 1991 igualmente titulada Madres Egoístas. Bajo la producción de Juan Osorio Ortiz protagonizada por Julieta Rosen, Orlando Carrió, Chantal Andere y María del Sol.